# Iwan Fomitsch Truskott
Iwan (John) Fomitsch Truskott (russisch Иван Фомич Трускотт, geboren am 1. Dezemberjul. / 12. Dezember 1721greg. in Sankt Petersburg, nach anderen Angaben 1719; gestorben am 18. Maijul. / 29. Mai 1786greg. ebenda) war ein russischer Kartograph englischer Herkunft, Professor für Geographie und Mitglied der Russischen Akademie der Wissenschaften. Er wurde in Sankt Petersburg als Sohn eines englischen Kaufmannes geboren und besuchte das Gymnasium bei der Russischen Akademie der Wissenschaften, wo er unter anderem Fremdsprachen sowie technisches Zeichnen studierte. Als ein begabter Student wurde er von Joseph-Nicolas Delisle in das Geographische Departement zu arbeiten eingeladen. 1746 entstand beim Departement unter Leitung von Iwan Truskott ein „kartographisches Laboratorium“. Zu Beginn seiner Tätigkeit folgte er Ratschlägen und Anweisungen von Michail Wassiljewitsch Lomonossow. Er arbeitete im Departament bis zu seinem Tod im Jahr 1786 und hat einen großen Beitrag zur Kartierung des Gebietes des Russischen Reiches geleistet. Als Pädagoge hat er auch eine neue Generation von russischen Kartographen vorbereitet.